# Haddis Alemayehu
Haddis Alemayehu (amhàric: ሀዲስ ዓለማየሁ) (Debre Marqos, 15 d'octubre de 1910 - Addis Abeba, 6 de desembre de 2003) fou un escriptor i polític etíop. Va ser ministre d'afers exteriors.

## Obra
- Y-Abesha-nna Ye-Wedehwala gabicha
- Teret Teret Ye-Meseret, 1955
- Fiqir Iske Meqabir, 1965
- Wengelegna Dagna, 1981
- Ye-Ilm Ižat, 1987
- Tizzita (Mémoires), 1929